# Кубок Испании по футболу 1943
Кубок Испании по футболу 1943 — 39-й розыгрыш Кубка Испании по футболу выиграл Атлетик Бильбао. Этот кубок стал четырнадцатым в истории команды. 
Соревнование прошло в период с 25 апреля по 20 июня 1943 года.

## Результаты матчей

### 1/4 финала
| Команда 1                  | Итог | Команда 2            | 1-й матч | 2-й матч |
| -------------------------- | ---- | -------------------- | -------- | -------- |
| Атлетик Авиасьон де Мадрид | 2:7  | Атлетик Бильбао      | 1:3      | 1:4      |
| Херес                      | 4:6  | Реал Мадрид          | 1:1      | 3:5      |
| Барселона                  | 9:4  | Сеута                | 5:2      | 4:2      |
| Валенсия                   | 5:2  | Депортиво Ла-Корунья | 2:2      | 3:0      |

### 1/2 финала
| Команда 1       | Итог | Команда 2   | 1-й матч | 2-й матч |
| --------------- | ---- | ----------- | -------- | -------- |
| Барселона       | 4:11 | Реал Мадрид | 3:0      | 1:11     |
| Атлетик Бильбао | 3:2  | Валенсия    | 1:0      | 2:2      |

### Финал
| 25 июня, 1943   | \| Атлетик Бильбао \| 1:0 (овертайм) \| Реал Мадрид \| \| Сарра 104′ \| Голы \| \| | Метрополитано, Мадрид |
| Атлетик Бильбао | 1:0 (овертайм)                                                                     | Реал Мадрид           |
| Сарра 104′      | Голы                                                                               |                       |